# Milizac
Milizac (en bretó Milizag) és un municipi francès, situat a la regió de Bretanya, al departament de Finisterre. L'any 2006 tenia 2.942 habitants. El 31 de maig de 2005 el consell municipal va aprovar la carta Ya d'ar brezhoneg. A l'inici del curs 2007 el 6,4% dels alumnes del municipi eren matriculats a la primària bilingüe.

## Demografia
| 1962                                       | 1968  | 1975  | 1982  | 1990  | 1999  |
| ------------------------------------------ | ----- | ----- | ----- | ----- | ----- |
| 1 445                                      | 1 365 | 1 727 | 2 465 | 2 925 | 2 884 |
| Des de 1962: població sense dobles comptes |       |       |       |       |       |

## Administració
| Període   | Identitat            | Partit |
| --------- | -------------------- | ------ |
| -2001     | Hubert de Poulpiquet |        |
| 2001-2008 | François Guilou      |        |
| 2008-     | Fanch Guiavarc'h     |        |